# Distretto di Kelkit
Il distretto di Kelkit (in turco Kelkit ilçesi) è uno dei distretti della provincia di Gümüşhane, in Turchia.